# Canal de Sas
Le canal de Sas (en néerlandais : Sassevaart) était un canal reliant la ville de Gand à l’embouchure de l’Escaut au niveau du village de Sas-de-Gand. Il a depuis été remplacé par le Canal Gand-Terneuzen.

## Histoire
À la suite de l’ensablement du Zwin, le canal entre Gand et la mer du Nord appelé Lieve est devenu impraticable. Il fut alors décidé de construire un nouveau canal pour accéder à la mer. Les travaux se terminèrent en 1549. Le canal avait alors une dimension de 19 mètres de large pour 1,9 mètre de profondeur. Le canal évitait à Gand d’être dépendante de l’Escaut et de la ville d’Anvers.

L’histoire du canal et de la région a ensuite été influencée de 1568 à 1648 par la Guerre de Quatre-Vingts Ans. En 1648, Gand perdit son accès à la mer à la suite de l’interdiction de passage faite par les Pays-Bas du nord et le canal tomba en désuétude.
À la suite de la réunification des Pays-Bas du nord avec les Pays-Bas du sud en 1815, l’accès à la mer redevenait permis. Il fut décidé d’allonger et d’agrandir le canal existant. Le nouveau canal fut nommé Canal Gand-Terneuzen.